# Юрий Ковал
Юрий Ковал е съветски писател, автор на произведения в жанра детска литература, сценарист, художник и скулптор.

## Биография и творчество
Юрий Йосифович Ковал е роден на 9 февруари 1938 г. в Москва, СССР. Баща му Йосиф Ковал, украинец, е криминален следовател, а майка му Олга Колибина, рускиня, е психиатър. По време на войната са евакуирани в Саранск. През 1960 г. завършва Московския държавен педагогически институт с диплома за преподавател по руски език, литература и история, както и диплома за учител по рисуване. След дипломирането си работи да 1963 г. като учител по рисуване и други предмети в село Емеляново в провинцията в Република Татарстан, след което се завръща в Москва и работи първо като учител и впоследствие като редактор в списание „Детска литература“. През 1966 г. става журналист и писател на свободна практика.
Започва да пише и да публикува още като студент. Първите му две издания са в книжки със стихове за деца. Първата му книга „Алый“ – кратка история за куче, е публикувана през 1968 г. През 1979 г. е екранизирана във филма „Пограничный пёс Алый“.
Прекарва значителни периоди от време в северната част на европейска Русия, особено в областта Вологда, интересува се от руския фолклор.
В допълнение към писането и сценаристката си работа се занимава със скулптура, рисуване, иконопис и дърворезба. Усвоява различни техники, предимно традиционни национални руски стилове. Пише песни и свири на китара.
Юрий Ковал умира от инфаркт на 2 август 1995 г. в Москва.

## Произведения

### Романи и повести
- Алый (1968)
- Приключения Васи Куролесова (1971)
Приключенията на Вася, изд.: „Народна младеж“, София (1977), прев. Ксения Ганева
- Недопёсок (1975)
- Пять похищенных монахов (1977)
Пет отвлечени монаха, изд.: ИК „Отечество“, София (1984), прев. Майя Методиева-Драгнева
- От Красных Ворот (1984)
- Самая лёгкая лодка в мире (1984)
- Полынные сказки (1987)
- Промах гражданина Лошакова (1990)
- Шамайка (1990)
- Суер-Выер (1998)
- Монохроники (1999) – пътеписи
- Куклакэт (2000)

### Сборници и поредици
- Бабочки (1987)
- Весеннее небо (1974)
- Жеребёнок (1989)
- Журавли (1983)
- Заячьи тропы (1980)
Заешки пътеки, изд.: ИК „Отечество“, София (1987), прев. Даря Хараланова
- Избушка на Вишере (1975)
- Листобой (1972)
- Снег (1985)
- Стеклянный пруд (1978)
- Чистый Дор (1970)

### Екранизации
- 1979 Пограничный пёс Алый – по „Алый“
- 1979 Недопёсок Наполеон ІІІ – по „Недопёсок“
- 1982 Тайна сундука – мултфилм
- 1991 Пять похищенных монахов – по повестта
- 2001 Евстифейка-волк – мултфилм
- 2003 Полынная сказка в три блина длиной – мултфилм
- 2004 Про барана и козла – мултфилм
- 2005 Про козла и барана – мултфилм
- 2008 Глупая… – мултфилм
- 2008-2010 Круглый год – мултфилм
- 2010 Шатало – мултфилм
- 2010 Явление природы